# Gyoides
Gyoides is een geslacht van hooiwagens uit de familie Sclerosomatidae.
De wetenschappelijke naam Gyoides is voor het eerst geldig gepubliceerd door J. Martens in 1982. 

## Soorten
Gyoides omvat de volgende 6 soorten:
- Gyoides gandaki
- Gyoides geometricus
- Gyoides himaldispersus
- Gyoides maximus
- Gyoides rivorum
- Gyoides tibiouncinatus